# Pinarocorys erythropygia
A Pinarocorys erythropygia a verébalakúak (Passeriformes) rendjébe, ezen belül a pacsirtafélék (Alaudidae) családjába és a Pinarocorys nembe tartozó faj.

## Rendszerezése
A fajt Hugh Edwin Strickland angol geológus és ornitológus írta le 1852-ben, az Alauda nembe Alauda erythropygia néven. Sorolták a Mirafra nembe Mirafra erythropygia néven is.

## Előfordulása
Afrika középső részén, Benin, Bissau-Guinea, Burkina Faso, Csád, Dél-Szudán, Elefántcsontpart, Ghána, Guinea, Kamerun, a Kongói Demokratikus Köztársaság, a Közép-afrikai Köztársaság, Mali, Niger, Nigéria, Sierra Leone, Szudán, Togo és Uganda területén honos. 
Természetes élőhelyei a szubtrópusi és trópusi szavannák, valamint legelők és szántóföldek. Vonuló faj.

## Megjelenése
Testhossza 18 centiméter.

## Életmódja
Rovarokkal táplálkozik. Decembertől februárig költ, a költést követően az északi területekről délebbre költözik.

## Természetvédelmi helyzete
Az elterjedési területe rendkívül nagy, egyedszáma pedig stabil. A Természetvédelmi Világszövetség Vörös listáján nem fenyegetett fajként szerepel.